# 金剛正裕
金剛 正裕（こんごう まさひろ、1948年11月18日 - 2014年8月12日）は、北海道雨竜郡一已村（現・深川市）出身で二所ノ関部屋に所属した大相撲力士。本名は北村 正裕（きたむら まさひろ、旧姓：吉沢）。得意技は右前褌、寄り。最高位は東関脇。

## 来歴

### 入門 〜 幕内定着
1948年に北海道で生まれる。兄弟と同じく運動神経が抜群で、特に音江中学校時代は野球で剛速球投手・4番打者として活躍し、北海高等学校から勧誘されるほどだった。しかし勉強が嫌いで進学意識が全く無かったことと、1963年の夏の巡業で訪れた大鵬幸喜に憧れて力士を志すようになり、兄弟の反対を押し切って深川ハイヤーの社長の協力で二所ノ関部屋に入門した。1964年5月場所で「大吉沢」の四股名で初土俵を踏んだ。金銭的な動機も多少あったようであり、後年「収支計算して選んだ」と得意の奔放な言動（後述）で入門の動機を語っていた。入門後は序ノ口でいきなり7戦全勝で優勝するなど順調に出世し、1969年5月場所で新十両に昇進。これを機に四股名を「大吉沢」から「金剛」へ改名した。
十両では1970年に連続優勝を達成して同年9月場所で新入幕を果たすと、憧れだった大鵬の横綱土俵入りでは露払いを務めた。大鵬が引退した後の1972年1月場所では幕内で唯一の7連勝を記録するなど定着し、同年7月場所では小結に昇進した。1974年9月場所では、この場所が新横綱だった北の湖敏満に初の黒星を付けるなど上位力士を相手に活躍していたが、勝ち越しと負け越しの繰り返して三役の定着は果たせなかった。

### 金剛語録
1975年7月場所は前頭筆頭ながら三役力士全員に黒星を付け、特に北の湖からは金星を再度奪うなど快進撃を続け、13勝2敗で幕内最高優勝を果たした。千秋楽の鷲羽山戦では鷲羽山の素早い動きに翻弄され、土俵際に追い詰められたものの、右の上手投げで辛勝。普段から勝ち星が増えるに連れて金剛の奔放な言動がユーモラスだと話題になっていたが、幕内最高優勝を果たしたこの場所は特に冴え渡った。
1. 初日：「立ち合い遅れたが、右上手を取れば何とかなるさ。」（○三重ノ海）
2. 2日目：「初顔でやりにくかったが、稽古の蓄積が物を言ったよ、わっはっは。」（○玉ノ富士）
3. 3日目：「俺なんかに簡単に負けるようじゃ貴ノ花も重傷だな。だけどこれは番狂わせじゃないよ、実力通りだ。」（○貴ノ花。貴ノ花は翌日から休場）
4. 4日目：「今日は何となく負ける気がした。計算通りにはいかん。」（●栃東）
5. 5日目：「巨人軍V9の川上監督が『連勝はいくらしてもいいけど、連敗は2で止めとけ』って言ってた。いくら実力があっても自信を無くすから。」（●旭國）
6. 6日目：「明日は横綱戦か、今の北の湖には負ける気がしない。しかし明日勝って休場させたら協会が困るだろうな、へっへっへ[3]。」（○長谷川）
7. 7日目：「（北の湖を倒して）もうちょっと汗かきたかったな。相撲で汗をかかずにテレビのライトで汗かくなんて、おかしな話だよな。」（○北の湖）
8. 8日目：「セ・リーグと同じゲーム差0で首位に並んだな。しかし中日みたいに1日天下じゃ終わらない。明日は新聞休刊日?じゃあもう喋らないよ。」（○若三杉）
9. 9日目：「明日勝ったら優勝を考えなくてはならない。紋附きを東京から送ってもらおうか。麒麟児と青葉城が来るけど決定戦なら年功序列で（優勝は）俺のものになる[4]。優勝は二所ノ関部屋がもらった。」（○黒姫山）
10. 10日目：「大関（魁傑）さん、気の毒だったね。俺、言いたい放題言っているけど、ここに来て横綱大関という地位がいかに重いかわかったような気がするよ。」（○魁傑）
11. 11日目：「酒を飲んでも美味くない。夜もほとんど寝附けない。オレもデリケートだな。ナポレオンは3時間しか寝なかったけど、金剛は2時間で充分だ。」（○富士櫻）
12. 12日目：「旭國の奴が、俺の腕をさすりながら『天皇杯は重いよ、大丈夫かい?[5]』なんて言いやがるから、緊張してしまうよ、まったく。」（○高見山）
13. 13日目：「もし親方が今も元気だったら、今回の活躍を喜んでくださっていただろうな…[6]。」（○荒瀬）
14. 14日目：「もうここまで来たら賜盃は誰にも渡さん。半田までパレードするのは手が痺れるから、自動手振り機でも作らなければならない[3]、はっはっは。」（○増位山）
15. 千秋楽：「今日の語録?ホラ見たか、いつものホラとは違う。『真実とは戦いに勝つことにある[7]』。ホラがホラでなくなったから『ホラ見たか』だ。それにしても賜盃って重いねぇ[3]。」（○鷲羽山）

金剛の奔放な言動は「金剛語録」と呼ばれた。

### 現役引退
先々代の二所ノ関の死去を受けて後継者を誰にするかで押尾川と揉めている最中、先々代・二所ノ関の次女と婚約して未亡人と養子縁組をすることで後継者争いに終止符を打った。そして幕内最高優勝から1年後、部屋継承のために1976年9月場所の直前に現役引退を表明した（9月場所番付には掲載された）。まだ27歳の若さで、部屋継承の最年少記録として残っている。部屋継承後、先々代の次女とは短期間で離婚。それでも先々代未亡人から援助を受けていたこともあり、死去するまで先々代の姓である北村姓を名乗り、再婚することなく独身を貫いたという。
1995年には麻雀賭博で警視庁に逮捕される。2010年に大相撲野球賭博問題が起きたことの反省から、現在なら違法賭博を犯した者に対して解雇処分などの極めて厳しい処分が科されるが、当時は現在よりも格段にコンプライアンスに寛容な時代だったこともあり、審判委員の解任と6ヶ月間20％の減俸・3月場所の謹慎など、軽微な処分を受けた程度で済んでいる。2008年には日本相撲協会の理事に就任した。ただし子飼いの関取は大善（最高位・小結）ただ一人に留まるなど弟子の育成はふるわず、2010年には部屋のマネジャー（元三段目力士）が自殺する、弟子のモンゴル人力士が稽古中に意識不明となるなど不運が重なり部屋の勢力は衰退していった。現役時代にはその話の面白さから座談会への出席が頻繁に依頼され、同時に常々より「引退後はNHKの解説者だ」と公言していた。引退後、実際に解説に呼ばれる機会は多かったが、若くして一門の総帥になったことや前述の不祥事の影響もあり、往年の「金剛語録」は完全に封印。当たり障りのない解説に終始し、得意の話術で目立つことは出来なかった。2011年の大相撲八百長問題際は協会の広報部長として対応し、生活指導部長としても問題再発防止に取り組んだ。同年5月技量審査場所3日目の取組後に把瑠都が「遊びの場所みたい」などと不謹慎な発言をした際には生活指導部長の立場として翌日の場所4日目に厳重注意処分を下し、開口一番「冗談です」と弁明した把瑠都に対してさらに「お前の一言で（7月の）名古屋場所もできなくなる！」と叱責するなど厳格な態度を示した。
2012年の理事選挙には停年（定年）退職が近いことから立候補せず、役員待遇（生活指導部副部長）に退いた。
2012年10月より脳腫瘍のため東京都内の病院に入院。10月に車で福岡入りする途中で意識を失うまでは検査でも異常が見られなかったというが、以前より「よく転ぶ」と症状が出ていた、手術を受けたが思ったように回復はできず療養は長期化し、部屋経営が困難となったことから、2013年1月場所限りで部屋を閉鎖した。本人は同じ一門の松ヶ根部屋に移籍し部屋付きの年寄となったが、停年を目前に健康上の事由により2013年6月20日付で日本相撲協会を退職した。2013年6月25日には年寄名跡を玉力道に譲渡する。譲渡の背景には入院費の問題があった。
協会退職後は病気療養に専念していたが、2014年8月12日に死去。65歳没。通夜は19日に営まれ、基本的に近親者のみで執り行われたが、玉ノ井（元大関・栃東…金剛と対戦した先代栃東の子）ら協会関係者の姿もあり、玉ノ井は「大変お世話になった方なので」と話した。喪主を務めた義理の妹によると最後は肺炎をこじらせたという。

## 人物・エピソード
細身ながら足腰が強く、右の握力87kgという怪力から前廻しを引いて左から攻めて寄る相撲は、長く幕内上位で力を発揮した。「北の湖キラー」と呼ばれ、通算で5勝を挙げている。
幕下時代、スポンジとたわしとを組み合わせた浴室グッズ『痛くないタワシ』の実用新案登録を申請したが、却下された。
バーブ佐竹やカシアス・クレイの目鼻立ちに似ていることから、親しみをこめて「バーブ」「クレイ」と呼ばれることもあった。
1975年7月場所で平幕優勝をした際に喫した2敗のうち、初黒星（4日目）は栃東に肩透かしで敗れたものだったが、逆に栃東が1972年1月場所で平幕優勝をした際には同場所4日目に吊り出しで黒星を喫させた。
押尾川騒動以降、天龍源一郎は金剛との間に確執を抱いていた。天龍は、自身が二所ノ関部屋に連れ戻されて以降、金剛によって部屋に居づらくなった経緯をプロレス雑誌に語った。一般に天龍は押尾川騒動の後で「幕内で勝ち越してからプロレスに転身」することを決意していたとされているが、他方では1976年9月場所千秋楽の2日後にスポーツ紙がプロレス転向を報じたため金剛が｢二所ノ関としての俺の体面が保てないから、辞めるなら辞めるではっきりしてくれ｣と切り出し、翌日協会へ独断で天龍の廃業届を出してしまったとする説もある。こうしたことから天龍は二所ノ関部屋閉鎖の際に金剛を「自業自得」と切り捨てていた。
金剛の退職までの約1年半の間に二所ノ関一門では悲報が続いていた。2011年11月には鳴戸が急死し、2012年4月には尾車が転倒事故で頸椎を損傷し、復帰まで半年間に渡ってほぼ全身不随の憂き目に遭う。2013年1月19日には二所ノ関を代表する大横綱・大鵬が死去、そのわずか9日後の同年1月28日に金剛が病気療養のために部屋を閉鎖した。

## 主な成績
- 通算成績：449勝414敗 勝率.520
- 幕内成績：259勝281敗 勝率.480
- 現役在位：74場所
- 幕内在位：37場所
- 三役在位：6場所 (関脇1場所、小結5場所）
- 三賞：3回
  - 殊勲賞：3回（1974年9月場所、1975年5月場所、1975年7月場所）
- 金星：3個（北の湖3個）
- 連続出場：863回（1964年7月場所 - 1976年7月場所）
- 各段優勝
  - 幕内最高優勝：1回（1975年7月場所）
  - 十両優勝：2回 (1970年5月場所、1970年7月場所)
  - 幕下優勝：1回 (1969年3月場所)
  - 序ノ口優勝：1回 (1964年7月場所)

### 各年度別成績
| | 一月場所 初場所（東京） | 三月場所 春場所（大阪） | 五月場所 夏場所（東京） | 七月場所 名古屋場所（愛知） | 九月場所 秋場所（東京） | 十一月場所 九州場所（福岡） |
| --- | ----------------------- | ----------------------- | ----------------------- | --------------------------- | ----------------------- | --------------------------- |
| 1964年 （昭和39年） | x                       | x                       | （前相撲）              | 東序ノ口12枚目 優勝 7–0     | 東序二段11枚目 3–4      | 東序二段21枚目 5–2          |
| 1965年 （昭和40年） | 東三段目81枚目 3–4      | 東序二段筆頭 3–4        | 西序二段9枚目 6–1       | 東三段目49枚目 5–2          | 東三段目17枚目 4–3      | 東三段目筆頭 3–4            |
| 1966年 （昭和41年） | 西三段目10枚目 5–2      | 東幕下62枚目 5–2        | 西幕下61枚目 4–3        | 東幕下54枚目 4–3            | 東幕下48枚目 2–5        | 東幕下66枚目 6–1            |
| 1967年 （昭和42年） | 西幕下35枚目 4–3        | 東幕下28枚目 2–5        | 東幕下55枚目 5–2        | 東幕下32枚目 4–3            | 西幕下24枚目 4–3        | 西幕下18枚目 2–5            |
| 1968年 （昭和43年） | 東幕下33枚目 4–3        | 東幕下24枚目 3–4        | 東幕下29枚目 6–1        | 東幕下12枚目 5–2            | 西幕下5枚目 4–3         | 東幕下4枚目 4–3             |
| 1969年 （昭和44年） | 東幕下3枚目 3–4         | 東幕下6枚目 優勝 7–0    | 東十両10枚目 9–6        | 東十両5枚目 7–8             | 西十両6枚目 5–10        | 西十両12枚目 10–5           |
| 1970年 （昭和45年） | 西十両5枚目 7–8         | 東十両7枚目 6–9         | 東十両11枚目 優勝 12–3  | 西十両3枚目 優勝 12–3       | 西前頭9枚目 7–8         | 東前頭11枚目 9–6            |
| 1971年 （昭和46年） | 東前頭6枚目 6–9         | 東前頭9枚目 8–7         | 東前頭7枚目 7–8         | 東前頭9枚目 8–7             | 東前頭7枚目 8–7         | 東前頭4枚目 5–10            |
| 1972年 （昭和47年） | 東前頭7枚目 8–7         | 西前頭5枚目 8–7         | 東前頭筆頭 9–6          | 東小結 5–10                 | 西前頭2枚目 9–6         | 東小結 5–10                 |
| 1973年 （昭和48年） | 西前頭4枚目 5–10        | 東前頭9枚目 8–7         | 西前頭7枚目 8–7         | 東前頭3枚目 5–10            | 西前頭8枚目 9–6         | 西前頭4枚目 5–10            |
| 1974年 （昭和49年） | 西前頭6枚目 10–5        | 西小結 4–11             | 東前頭6枚目 8–7         | 東前頭2枚目 8–7             | 東前頭筆頭 9–6 殊★      | 東小結 8–7                  |
| 1975年 （昭和50年） | 東小結 4–11             | 西前頭6枚目 6–9         | 西前頭9枚目 10–5 殊     | 西前頭筆頭 13–2 殊★         | 東関脇 6–9              | 東前頭2枚目 7–8             |
| 1976年 （昭和51年） | 西前頭3枚目 4–11 ★      | 西前頭10枚目 8–7        | 東前頭7枚目 9–6         | 東前頭2枚目 3–12            | 東前頭11枚目 引退 0–0–0 | x                           |
| 各欄の数字は、「勝ち-負け-休場」を示す。 優勝 引退 休場 十両 幕下 三賞：敢=敢闘賞、殊=殊勲賞、技=技能賞 その他：★=金星 番付階級：幕内 - 十両 - 幕下 - 三段目 - 序二段 - 序ノ口 幕内序列：横綱 - 大関 - 関脇 - 小結 - 前頭（「#数字」は各位内の序列） |                         |                         |                         |                             |                         |                             |

### 幕内対戦成績
| 力士名 | 勝数 | 負数 | 力士名   | 勝数 | 負数 | 力士名     | 勝数 | 負数 | 力士名     | 勝数 | 負数 |
| ------ | ---- | ---- | -------- | ---- | ---- | ---------- | ---- | ---- | ---------- | ---- | ---- |
| 青葉城 | 0    | 4    | 青葉山   | 1    | 1    | 旭國       | 4    | 11   | 荒勢(荒瀬) | 2    | 7    |
| 巌虎   | 1    | 1    | 大潮     | 5    | 2    | 大錦       | 2    | 1    | 大鷲       | 3    | 3    |
| 魁輝   | 1    | 2    | 魁傑     | 10   | 10   | 和晃       | 3    | 0    | 北瀬海     | 8    | 4    |
| 北の湖 | 5    | 9    | 北の富士 | 1(1) | 4    | 清國       | 3    | 3    | 黒姫山     | 9    | 9    |
| 高鉄山 | 4    | 4    | 琴櫻     | 1    | 8    | 琴乃富士   | 2    | 1    | 小沼       | 0    | 1    |
| 白田山 | 3    | 3    | 大旺     | 2    | 1    | 大峩(錦洋) | 6    | 6    | 大受       | 3    | 10   |
| 大雪   | 2    | 1    | 大雄     | 4    | 5    | 大竜川     | 5    | 1    | 隆ノ里     | 1    | 0    |
| 貴ノ花 | 4    | 17   | 高見山   | 9    | 9    | 玉輝山     | 2    | 1    | 玉ノ富士   | 3    | 1    |
| 照櫻   | 2    | 2    | 時葉山   | 5    | 5    | 栃東       | 13   | 8    | 栃勇       | 2    | 0    |
| 栃王山 | 6    | 1    | 金城     | 0    | 4    | 栃富士     | 1    | 2    | 羽黒岩     | 6    | 6    |
| 長谷川 | 4    | 6    | 播竜山   | 1    | 1    | 福の花     | 11   | 6    | 富士櫻     | 7    | 10   |
| 藤ノ川 | 0    | 1    | 二子岳   | 11   | 6    | 双津竜     | 2    | 2    | 前の山     | 2    | 2    |
| 増位山 | 6    | 5    | 三重ノ海 | 7    | 9    | 陸奥嵐     | 8    | 6    | 豊山(長浜) | 7    | 10   |
| 吉王山 | 5    | 0    | 吉の谷   | 2    | 0    | 義ノ花     | 2    | 5    | 琉王       | 10   | 3    |
| 龍虎   | 4    | 5    | 凌駕     | 1    | 0    | 若獅子     | 4    | 1    | 若浪       | 2    | 2    |
| 若ノ海 | 4    | 4    | 若三杉   | 5    | 4    | 若二瀬     | 3    | 3    | 輪島       | 3    | 18   |
| 鷲羽山 | 3    | 3    |          |      |      |            |      |      |            |      |      |

## 改名歴
力士
- 大吉沢 正裕（おおよしざわ まさひろ）：1964年7月場所 - 1969年3月場所
- 金剛 正裕（こんごう - ）：1969年5月場所 - 1976年9月場所（引退）

年寄
- 二所ノ関 正裕（にしょのせき まさひろ）：1976年9月3日 - 2013年6月20日